# Scalarevyn
Scalarevyn var en revy på Scalateatern i Stockholm skriven av Henrik Dorsin i regi av Michael Lindgren. Revyn hade officiell premiär 26 augusti 2021.
Henrik Dorsin, Vanna Rosenberg, Johan Ulveson, Louise Nordahl och Klas Hedlund spelar rollerna i revyn.
Den Kristallen-vinnande humorserien Premiärdatum oklart kretsar kring svårigheterna att sätta upp Scalarevyn under pågående coronapandemi.